# Dietmar Koszewski
Dietmar Koszewski (* 26. Juli 1967 in Berlin) ist ein ehemaliger deutscher Leichtathlet und Olympiateilnehmer, der in den 1990er Jahren ein erfolgreicher Hürdenläufer auf der 60-Meter- und der 110-Meter-Strecke war. Bei den Europameisterschaften 1990 gewann er die Bronzemedaille (13,50 s). Bei den Weltmeisterschaften 1991 schied er im Vorlauf aus, bei den Olympischen Spielen 1992 in Barcelona schied er im Halbfinale aus. Bei den Leichtathletik-Weltmeisterschaften 1993 wurde er Siebter im Weltrekord-Rennen von Colin Jackson; im selben Jahr gewann er die Universiade in Buffalo (USA) über die 110 Meter Hürden. 1989 und 1993 gewann er den Deutschen Meistertitel über die 110 Meter Hürden und parallel dazu bei den Hallenmeisterschaften über die 60 Meter Hürden. In seiner Jugendzeit war er ein erfolgreicher Mehrkämpfer und gewann die Jugendmeisterschaften im Fünf- und Zehnkampf, sowie im Dreisprung.
Dietmar Koszewski gehörte dem Verein LAC Halensee Berlin an. In seiner Wettkampfzeit war er 1,93 m groß und 89 kg schwer.